# Dedham (Maine)
Dedham é uma vila localizada no condado de Hancock, no estado americano do Maine. No censo de 2010, tinha uma população de 1.681 habitantes e uma densidade populacional de 14,63 pessoas por km².

## Geografia
Dedham encontra-se localizada nas coordenadas 44° 42′ 03″ N, 68° 33′ 28″ O. Segundo o Departamento do Censo dos Estados Unidos, Dedham tem uma superfície total de 114,94 km², da qual 101,85 km² correspondem à terra firme e (11,38%) 13,08 km² é água.

## Demografia
Segundo o censo de 2010, havia 1.681 pessoas residindo em Dedham. A densidade populacional era de 14,63 hab./ km². Dos 1.681 habitantes, Dedham era composta por 97,56% de brancos, 0,36% de afro-americanos, 0,48% de americanos nativos, 0,59% de asiáticos, 0% de ilhas do Pacífico, 0,18% de outras raças e 0,83 % pertenciam a duas ou mais raças. Da população total, 0,77% eram hispânicos ou latinos de qualquer raça.